# 久須美欽一
久須美 欽一（くすみ きんいち、1950年9月23日 - ）は、日本の俳優。神奈川県横浜市出身。本名（旧姓名）：久須美 保則。旧芸名・別名：久須美 護、久須美 弦。

## 人物・来歴
日本大学文理学部卒業。大学時代に怪獣の着ぐるみに入るアルバイトを務めたことをきっかけに、テレビや映画の特撮のスーツアクターとして活躍。
友人は三重街恒二と山本晋也。スーツアクター時代に同じ「野武士の会」に所属していた図師勲は中学生時代からの友人で、『ゴジラ対メカゴジラ』で共演している。
1980年代からは成人映画にも出演し、ピンク映画には欠かせない俳優の一人として活躍している。

## 出演作品

### 映画
- ゴジラ対メカゴジラ（1974年） - キングシーサー[4][1][2][3]、アンギラス[4][1][2][3][注釈 1]
- 異常性欲魔（1976年）
- ウルトラ6兄弟VS怪獣軍団（1979年） - 太陽の精スーリヤ
- 猟奇薔薇化粧（1979年）
- ポルノショッカー女変質者（1980年）
- 肉体保険 ベッドでサイン（1981年） - 浜崎
- 異常変態妻（1982年）
- 乱れた人妻たち（1982年）
- 夜の看護婦 快感注射（1982年）
- 穴を見てよ（1982年）
- 犯しの手口（1982年）
- セックスカー 監禁暴行（1982年）
- 舐めだまし（1982年）
- 犯しの快感（1982年）
- 痴漢奥まで探る（1987年）
- 痴漢覗きは最高（1989年）
- 悪を売る不良セールス（1990年）
- 生保レディ 巨乳みだら搾り（1999年）
- 新・日本エロばなし 人妻竜宮城（2003年） - 黒潮和己
- 淫らな果実 もぎたて白衣（2006年）
- エロマダム 襦袢と喪服（2007年、エクセスフィルム） - 男 役[5]
- SEX and Love Doll：リリー 美爆乳花嫁のカラダのヒミツ（2020年）

### テレビドラマ
- ウルトラシリーズ
  - ウルトラファイト（1970年 - 1971年） - 怪獣・宇宙人[6][2]
  - ウルトラマンA（1973年）[7]
    - 第13話「死刑！ウルトラ5兄弟」・第14話「銀河に散った5つの星」 - ゾフィー[8]
    - 第39話「セブンの命！エースの命！」 - 火炎人ファイヤー星人
    - 第40話「パンダを返して!」 - 宇宙超人スチール星人
    - 第41話「冬の怪奇シリーズ 怪談! 獅子太鼓」 - 邪神超獣カイマンダ、獅子超獣シシゴラン

  - ウルトラマンレオ（1974年 - 1975年） - アストラ[注釈 2]
- ミラーマン（1972年） - ミラーマン（第36 - 51話）[注釈 3]
- レッドマン（1972年） - レッドマン[9]
- 流星人間ゾーン（1973年） - ゾーンファイター（巨大化時）[1][2][10]
- クレクレタコラ（1973年） - ビラゴン[10]

## その他
- ゴジラ FINAL WARS DVD特典映像（2005年）協力